# Spello
Spello (en latin : Hispellum) est une commune italienne d'environ 8 700 habitants située au pied du Mont Subasio, dans la province de Pérouse et la région Ombrie, en Italie centrale.
Le village a obtenu le label des Plus Beaux Bourgs d'Italie et se trouve sur les chemins de la Marche de saint François d’Assise.

## Géographie
Spello est une commune qui occupe le secteur sud-est de la province de Pérouse, dans la Vallée ombrienne. Le chef-lieu se trouve à une altitude de 280 m.
La superficie de la commune s’étend sur les montagnes, les collines et les plaines.
La commune se dresse sur les pentes occidentales de la chaîne du Mont Subasio, dans l’Apennin ombro-marchesan.
Elle est bordée au nord par Assise, au nord-est par Valtopina, au sud et au sud-est par Foligno, au sud-ouest par Bevagna et à l’ouest par Cannara.
Elle se trouve à environ 5 km de Foligno, à 30 km de Pérouse, à 12 km d’Assise et à 35 km de Spoleto.

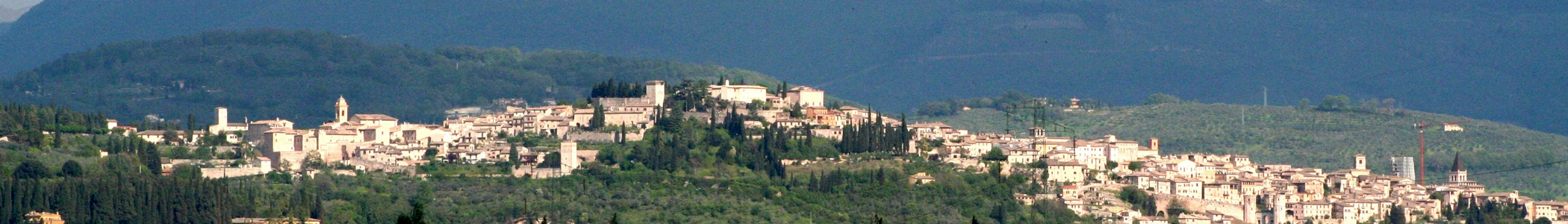
Spello et ses environs.

La vieille ville, ceinte de remparts, offre une vue dégagée sur la plaine d’Ombrie jusqu’à Pérouse. Au pied de l’escarpement, la ville moderne est desservie par la voie ferrée de Rome à Florence.

## Histoire
Spello a été fondée par les Ombriens pour être plus tard appelée Hispellum à l’époque romaine ; elle a ensuite été rattachée à la tribu Lemonia. Par la suite déclarée « Colonia Giulia » par César et « Splendidissima Colonia Julia » par Auguste, car il le soutint dans la guerre de Pérouse ; après la victoire d’Auguste, lui-même céda à Hispellum une bonne partie des territoires gouvernés par Pérouse et la domination de la ville s’étendit jusqu’aux sources du Clitunno, qui étaient auparavant sous la possession de Mevania. Plus tard, elle fut appelée « Flavia Costante » par Constantin, et ses habitants y édifient un temple pour le culte impérial, dont les vestiges ont été retrouvés en 2024. La Spello antique était considérée alors comme l’une des plus importantes villes de l’Ombrie romaine.

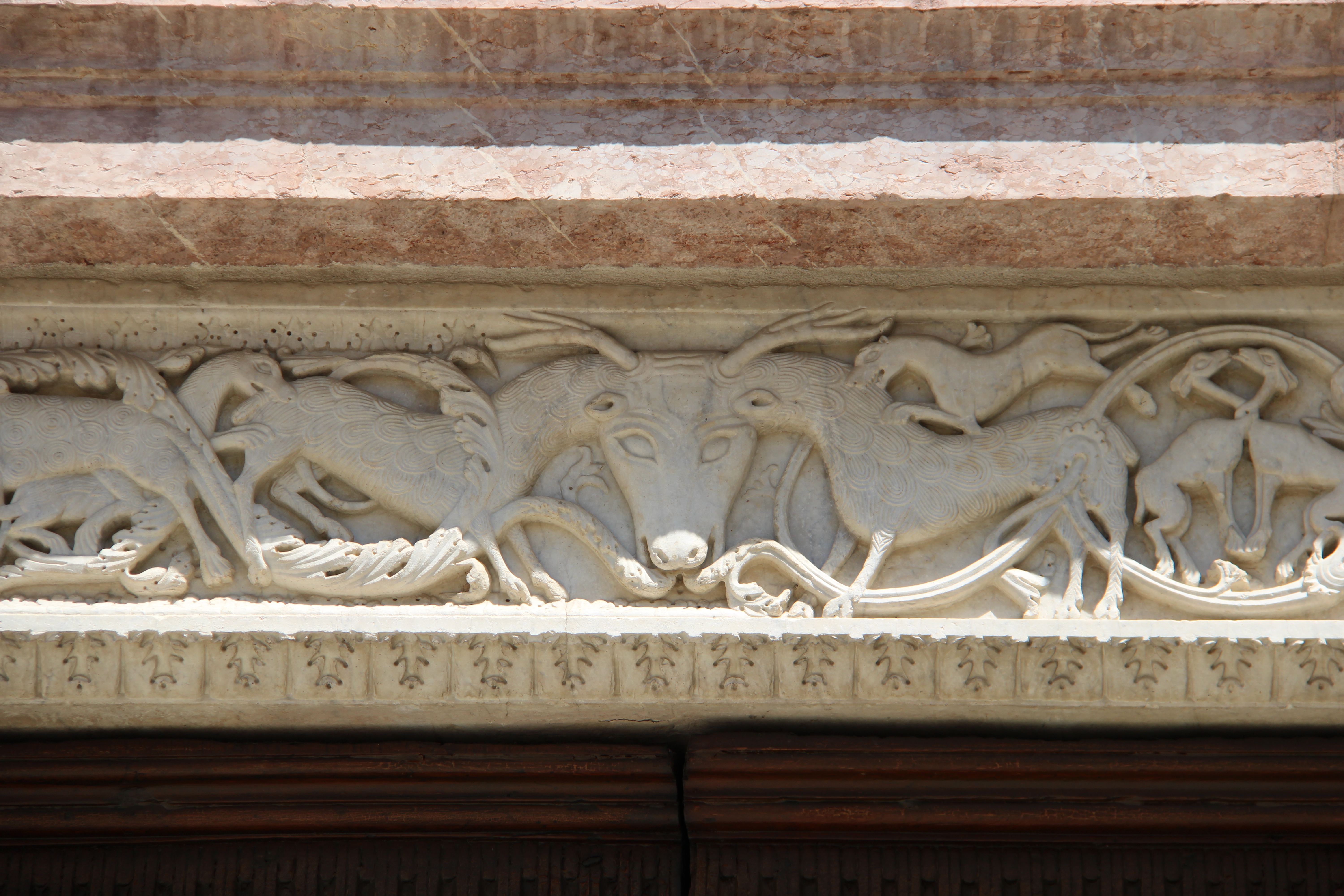
Détail de bas-relief de la façade de la collégiale Sainte Marie Majeure de Spello.

Les vestiges de l’enceinte, beaucoup plus vaste par le passé , attestent avec les vestiges archéologiques qui l’entourent de la grandeur de la ville antique. L'arrivée en Italie des Barbares fut dévastatrice pour Spello et réduisit la ville  peuplée en une pauvre bourgade. À l’époque des lombards et des francs, elle fit partie du duché de Spolète, puis fut intégrée aux territoires pontificaux.
La ville, cependant, se souvenant de la prospérité et de l’autonomie relative dont elle jouissait à l’époque romaine, ne tarda pas à devenir une commune libre avec ses propres lois.
En 1516, la commune fut inféodée par le pape à la famille pérousienne des Baglioni à laquelle elle appartint jusqu’en 1648.
Au IVe siècle, Spello fut siège épiscopal et au haut Moyen Âge, avec d’autres diocèses proches et ensuite supprimés, il fit partie  du  diocèse de Spoleto.
Depuis 1772, Spello est intégrée dans le diocèse de Foligno.

## Personnalités nées à Spello
- Francesco Vettori, antiquaire (Spello, 1693 - 1770)
- Giuseppe Paolucci, poète (Spello, 1661 - Rome 1730)

## Économie

### Artisanat
Parmi les activités économiques les plus traditionnelles, diffuses et actives, il y a celles artisanales, du travail du lin, visant à réaliser des toiles caractérisées par des figures et des thèmes issus de la tradition.

### Tourisme
Spello est une destination touristique. En plus d’être comptée parmi les plus beaux villages d’Italie, elle fait partie de l’Association Nationale Ville de l’Huile. Dans la localité de Fontevecchia se trouvent quelques sources d’eau sulfureuse connues depuis le Moyen Âge, aujourd’hui siège d’établissements thermaux et d’établissements d’hébergement.

## Culture
Les Infiorate di Spello ont lieu chaque année en coïncidence avec la fête du Corpus Domini.
Il s’agit d’une manifestation traditionnelle qui consiste à préparer des tapis faits de fleurs ou de parties d’entre eux représentant des représentations et motifs ornementaux liturgiques.
Le résultat est un parcours d’environ 1,5 km caractérisé par l’alternance de cadres floraux extraordinairement expressifs et raffinés.

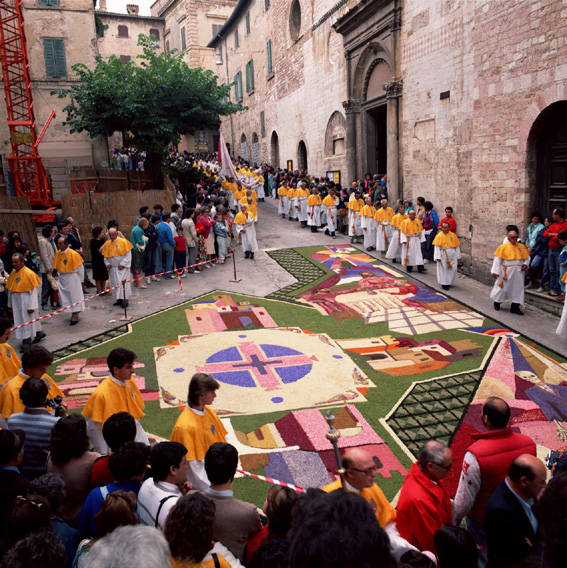
Cérémonie des Infiorate di Spello.
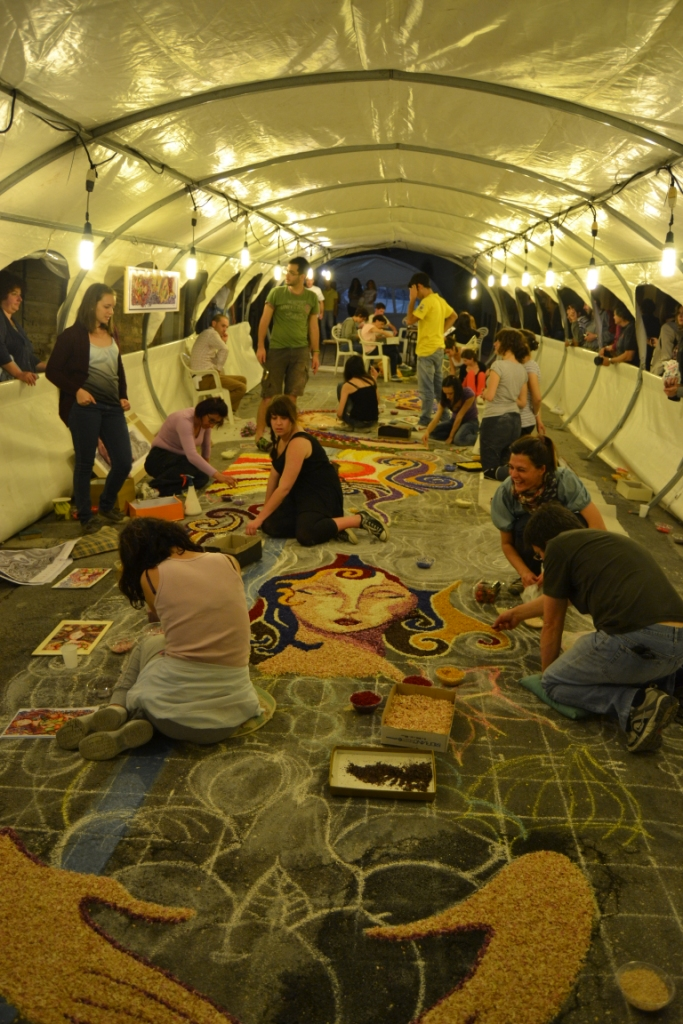
Préparatif des Infiorate di Spello.
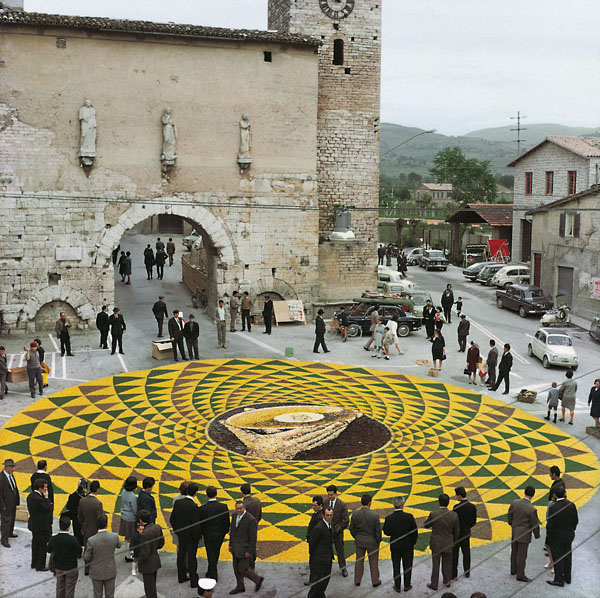
Infiorate di Spello dans les années 1970.

« Un endroit spécial ? Un petit village, Spello, où ils mettent les fleurs dans la rue avec un design très particulier... C’était très charmant. » (Le Photographe Steve Mccurry dans une interview à Marie-Claire en 2013)

## Monuments et patrimoine

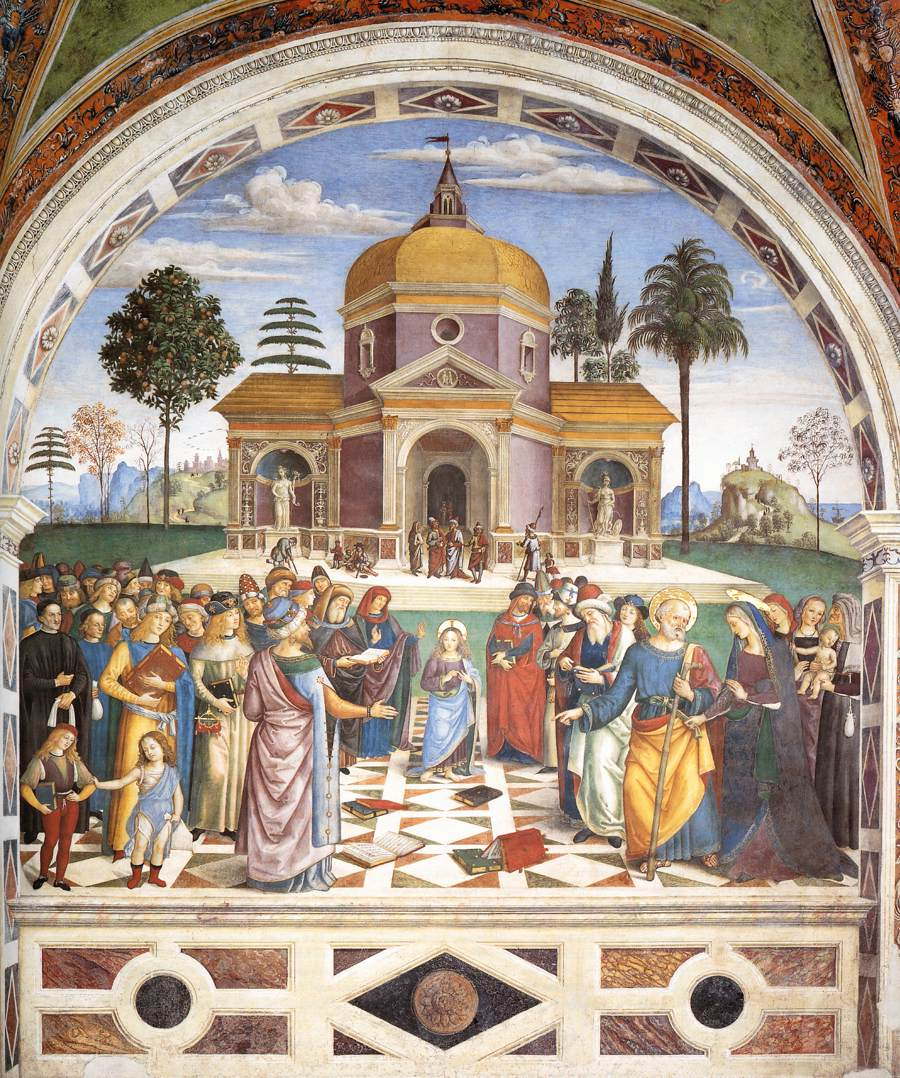
Le Christ devant les Docteurs, détail des fresques de la Chapelle Baglioni.

La ville, très densément peuplée et bâtie en pierre, offre toujours un aspect médiéval.
Les remparts, bâtis sur des fondations romaines, comprennent plusieurs portes anciennes, certaines d’origine romaine.
Spello recèle plus d’une vingtaine de petites églises, la plupart d’époque médiévale, dont Église Santa Maria Maggiore de Spello datant du XIIIe siècle.
Dans cette dernière, l’on trouve la La Pietà de Spello du Pérugin et la  Chapelle Baglioni où ont été peintes les fresques d'un grand maître de l'école ombrienne de la seconde moitié du XVe siècle, le  Pinturicchio qui dans cette même chapelle y peint son unique autoportrait.
Hors de la Ville, subsistent les restes de l'amphithéâtre romain de Spello.

### Architecture religieuse
- Collégiale Santa Maria Maggiore,  qui abrite La Pietà de Spello du Pérugin et dans la chapelle Baglioni, des fresques du Pinturicchio (1500/1501) et un précieux pavement de majoliques de Deruta (« le frère »,1566). Un ciboire du maître-autel, œuvre de Rocco da Vicenza (1515). La façade d’origine, du XIIIe siècle, a été entièrement refaite vers le milieu du XVIIe siècle. L’intérieur présente de nombreux éléments baroques dont l'autel.
- Église San Lorenzo-Martire, avec des fresques et un tabernacle du XVe siècle, et de belles toiles du XVIIe siècle.
- Église sant'Andrea, conserve la belle Madone en trône et saints de Pinturicchio et son atelier, 1506-1508.
- Église San Claudio, dans les environs de la ville : belle église romane du XIe siècle (peut-être construite sur un temple dédié à Saturne) avec des fresques du XIVe siècle (Cola Petruccioli da Orvieto) et du XVe siècle (inconnu).
- Église San Girolamo et son monastère ; fresques de Rocco Zoppo, collaborateur du Perugino pour les fresques du Vatican.

### Architecture civile
- Porte consulaire : entrée principale de la ville romaine, en calcaire du mont Subasio, avec tour carrée médiévale et trois statues républicaines en marbre. Les statues funéraires furent ajoutées au XVIe siècle, provenant de l’amphithéâtre.
- Murs d’Auguste et de la Porta Urbica : environ 2 km, parmi les murs les plus importants et intacts d'’Italie.
- Porte Vénus et tours de Properce : Augustea,  avec deux puissantes tours dodécagonales romanes.
- Porte de l’Arce ou des Capucins : romaine, entrée nord de la ville.
- Palais communal, dans lequel sont présentes des inscriptions romaines, deux portraits de l’époque Flavienne, une  bibliothèque avec des meubles de facture vénitienne et surtout le rescrit de Constantin daté 333-337 apr. J.-C., fontaine extérieure du XVIe siècle  avec les armoiries de Jules III. Palais Baglioni en place de la République qui fut durant une certaine période la résidence des Baglioni de Pérouse, seigneurs de Spello jusqu’en 1648.
- Palazzo Urbani, et sa  galerie en bois avec auvent du début du XVIIe siècle.
- Villa romaine d’époque augustéenne, avec des mosaïques  à l’intérieur d’une  structure moderne, située dans la zone de Sant’Anna.
- Villa Costanzi, plus connue sous le nom de Villa Fidelia, du XVIIIe siècle, accueille chaque année des événements et des concerts.

### Musée
- Pinacothèque civique de Spello. Située dans le Palais des Chanoines, elle possède une intéressante collection d’œuvres allant du XIVe au XXe siècle.

## Fêtes et traditions
- La fête des décorations florales appelée  Le Infiorate[3].

## Galerie

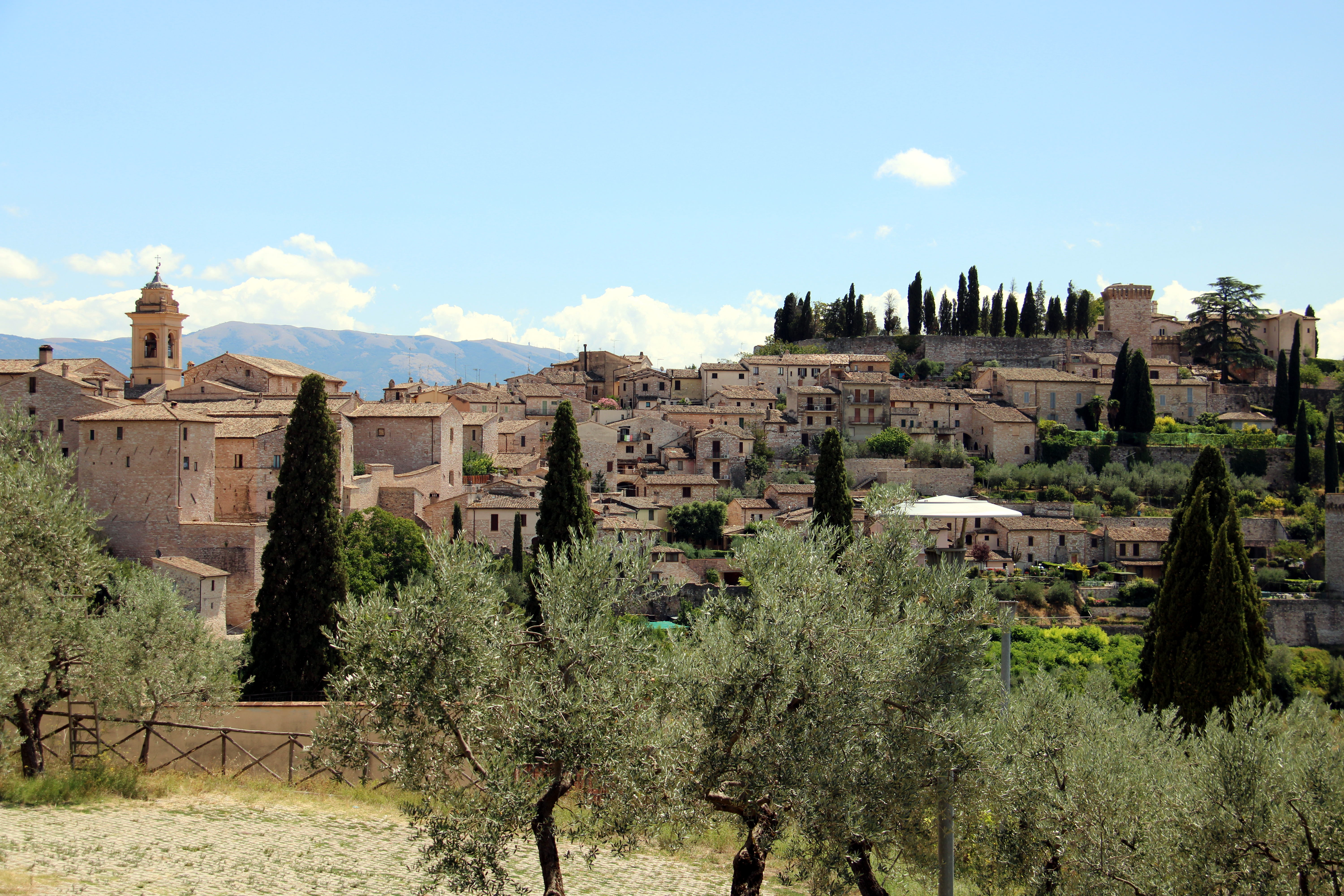
Spello sur le Chemin franciscain de la Marche d’Ancône.
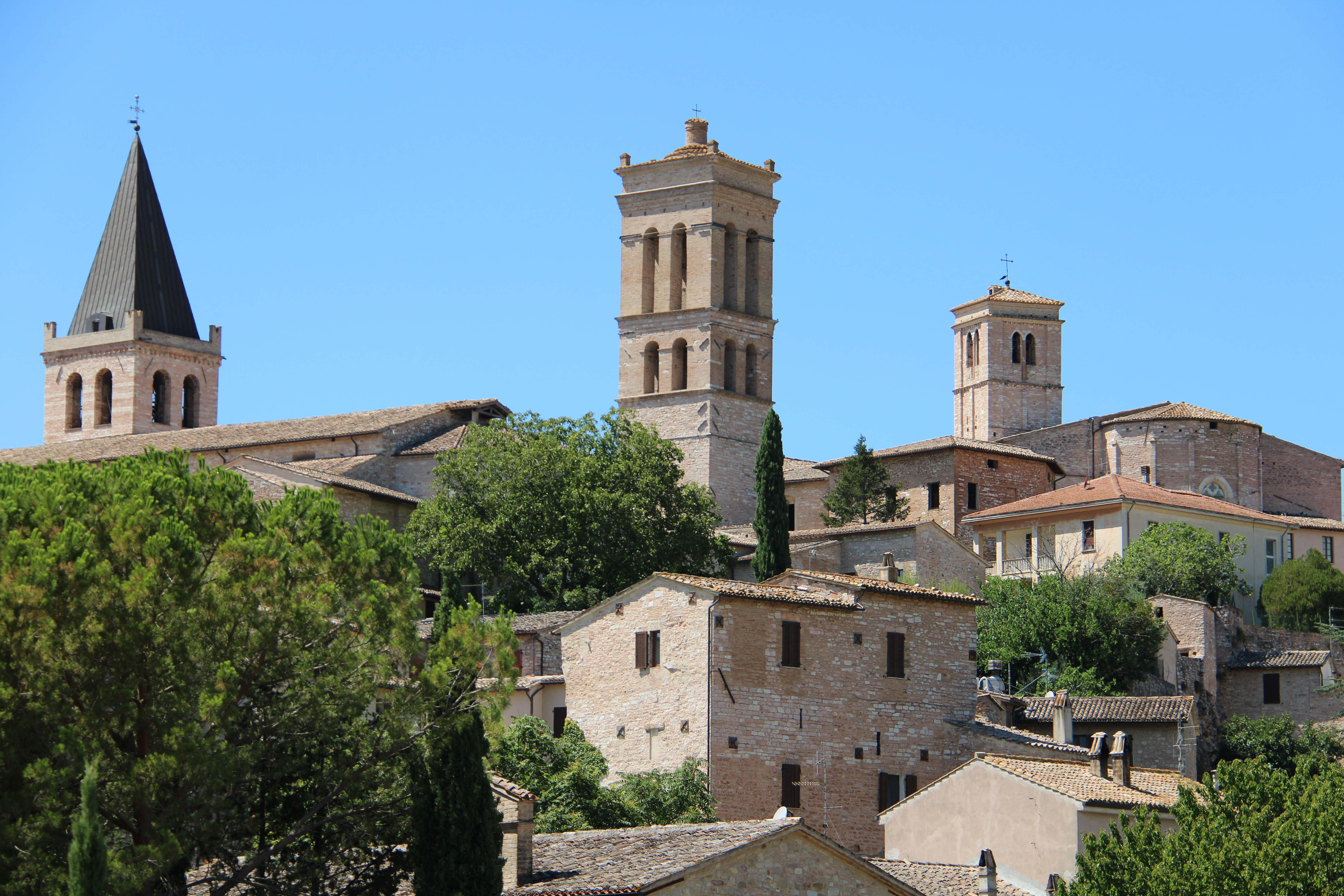
Chemin franciscain de la Marche d’Ancône.
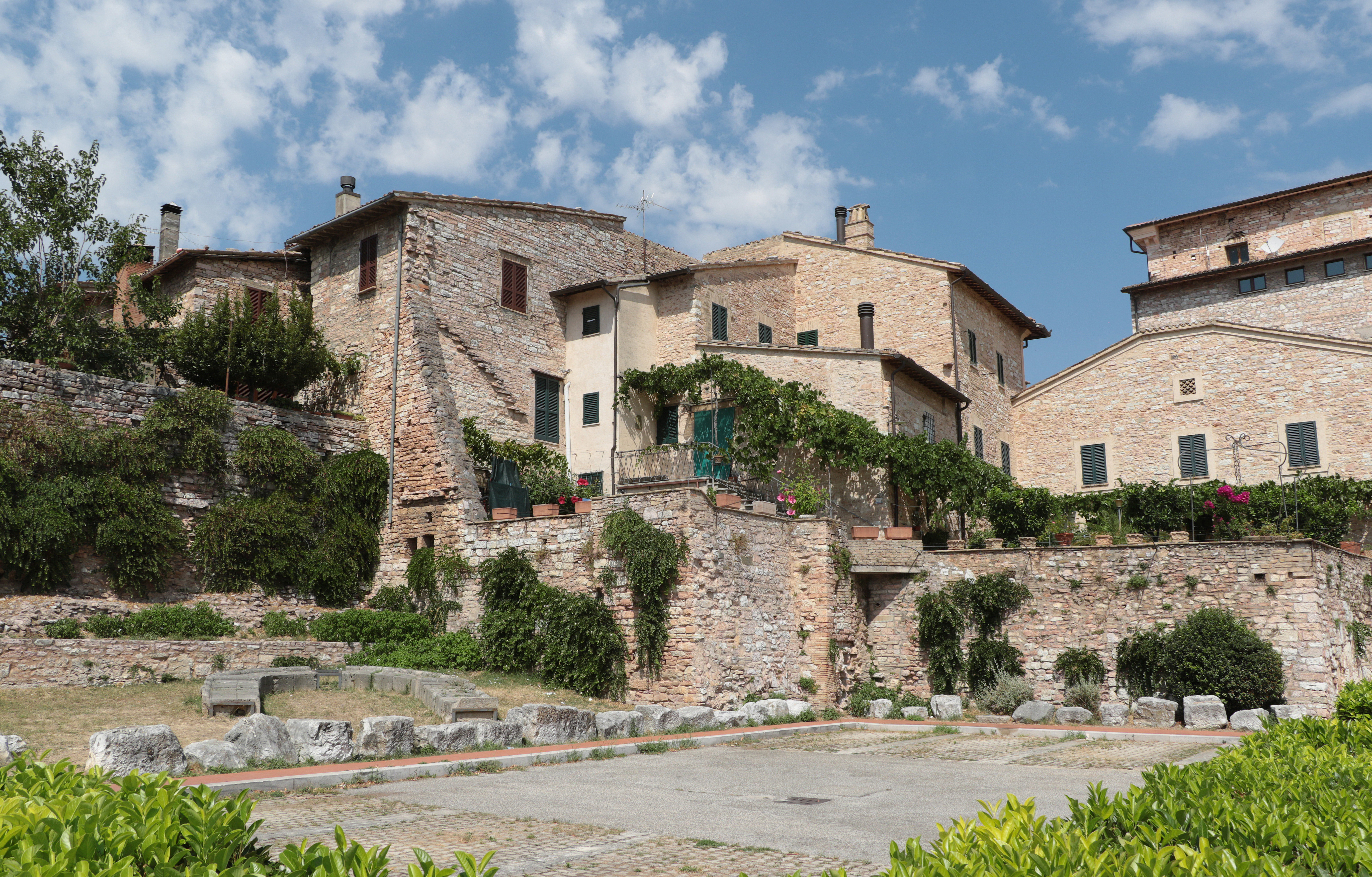
Maisons de Ville.
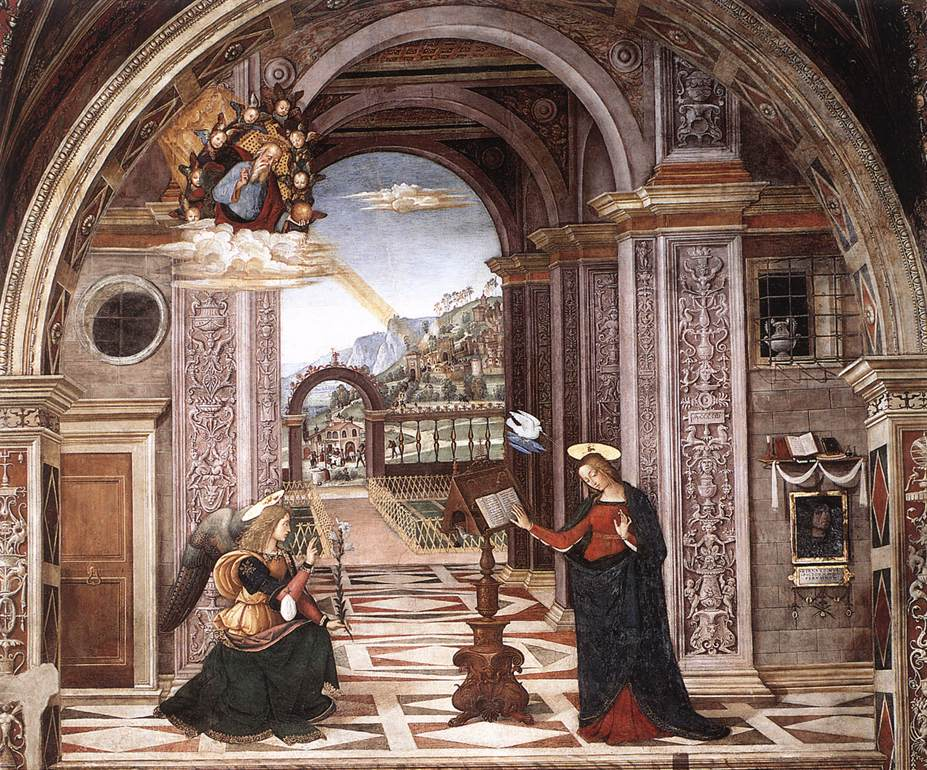
Détail de La Chapelle Baglioni, l'Annonciation.
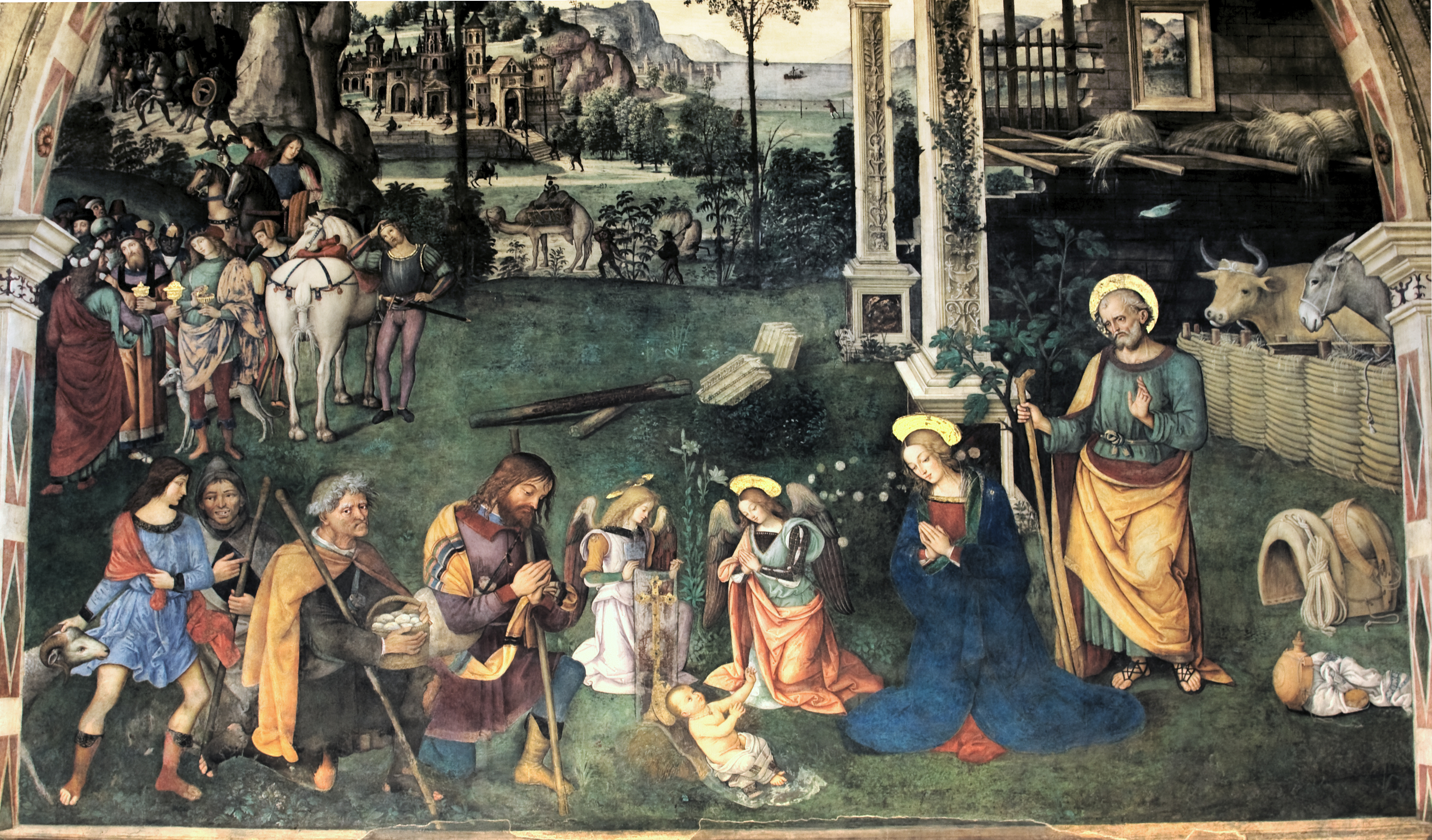
Détail de La Chapelle Baglioni, Adoration des Pasteurs et Arrivée des Mages.
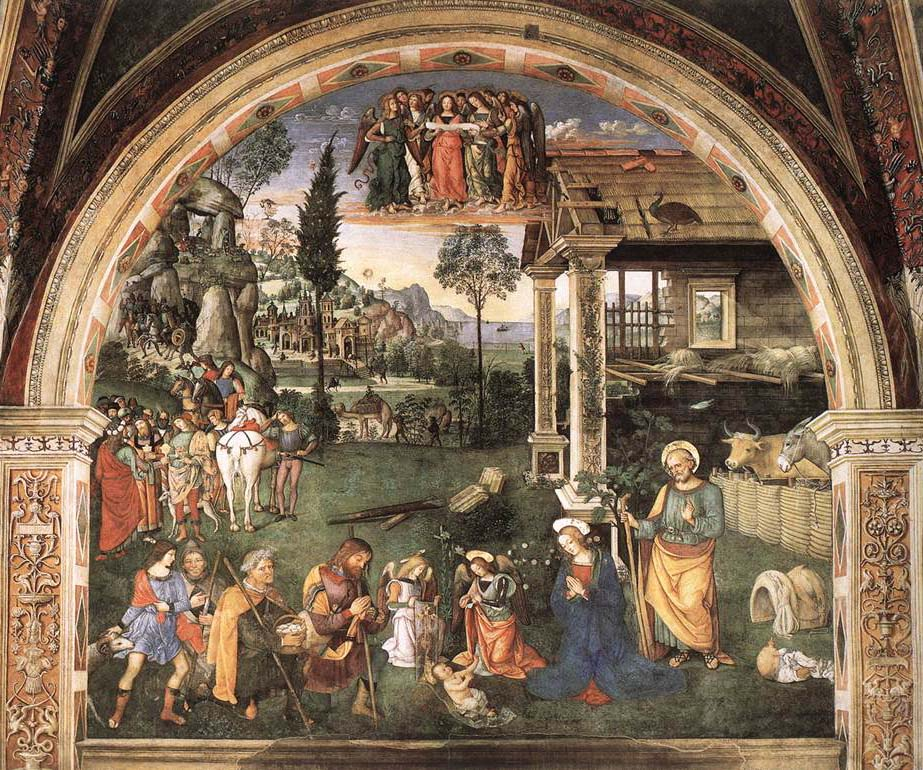
Détail de La Chapelle Baglioni, la Nativité.

## Administration
| Période                                  | Période  | Identité      | Étiquette       | Qualité |
| ---------------------------------------- | -------- | ------------- | --------------- | ------- |
| 13 juin 2004                             | En cours | Sandro Vitali | Centro-Sinistra |         |
| Les données manquantes sont à compléter. |          |               |                 |         |

### Hameaux
Collepino, San Giovanni, Limiti, Aquatino, Capitan Loreto.

### Communes limitrophes
Assise, Bevagna, Cannara, Foligno, Valtopina.